# Kotfjall
Kotfjall är ett berg i republiken Island. Det ligger i regionen Västlandet, 90 km norr om huvudstaden Reykjavík. Toppen på Kotfjall är 641 meter över havet.
Trakten runt Kotfjall är nära nog obefolkad, med mindre än två invånare per kvadratkilometer. Det finns inga samhällen i närheten. Trakten runt Kotfjall består i huvudsak av gräsmarker.